# トム・コスター
トム・コスター（Tom Coster、1941年8月21日 - ）は、アメリカ合衆国のキーボーディスト。

## 来歴
ミシガン州デトロイトで生まれ、その後サンフランシスコへ移る。1971年、ガボール・ザボのツアー・メンバーに抜擢された。
1972年から1978年にかけてサンタナのメンバーとして活動。同バンドにおいては、キーボード演奏だけでなく作曲面でも貢献し、著名な楽曲として「ムーンフラワー」（Flor d'Luna）を残している。
また、1978年にはモントルー・ジャズ・フェスティバルにおいて、ドラマーのビリー・コブハムと共演した。
1981年にはソロ・デビューを果たす。1986年、スティーヴ・スミスが率いるヴァイタル・インフォメーションに加入した。1989年発表のソロ・アルバム『ディド・ヤー・ミス・ミー?!?』は、『ビルボード』誌のコンテンポラリー・ジャズ・チャートで10位に達した。サイドマンとしての活動も多く、川崎燎、ジョン・マクラフリン、フランク・ギャンバレ、ジョー・サトリアーニ、国府弘子、ボズ・スキャッグス等のレコーディングに参加した。
息子のトム・コスター・ジュニアもキーボーディストとして活動している。

## ディスコグラフィ

### リーダー・アルバム
- 『T.C. トム・コスタ―・ファースト・アルバム』 - T.C. (1981年、Fantasy)
- 『アイボリー・エクスペディション』 - Ivory Expeditions (1983年、Fantasy)
- 『ディド・ヤー・ミス・ミー?!?』 - Did Jah Miss Me?!? (1989年、Headfirst/JVC)
- 『哀愁のヨーロッパ』 - From Me to You (1990年、Headfirst/JVC)
- 『ゴッチャ!!』 - Gotcha (1992年、JVC)
- 『ダンス・オブ・ザ・スピリッツ』 - Let's Set the Record Straight (1993年、JVC)
- 『禁断の果実』 - The Forbidden Zone (1994年、JVC)
- Interstate '76 Soundtrack (1996年、Activision) ※Bullmark名義
- 『フロム・ザ・ストリート』 - From the Street (1996年、JVC)
- Cause and Effect (1998年) ※ラリー・コリエル、スティーヴ・スミスとの連名

### サンタナ
- 『キャラバンサライ』 - Caravanserai (1972年)
- 『ウェルカム』 - Welcome (1973年)
- 『ロータスの伝説』 - Lotus (1973年)
- 『不死蝶』 - Borboletta (1974年)
- 『アミーゴ』 - Amigos (1976年)
- 『フェスティバル』 - Festival (1976年)
- 『ムーン・フラワー』 - Moonflower (1977年)
- 『フリーダム』 - Freedom (1987年)

### ヴァイタル・インフォメーション
- Global Beat (1987年)
- Fiafiaga (1988年)
- 『哀愁のヨーロッパ〜ライヴ』 - Vitalive! (1991年)
- Easier Done Than Said (1992年)
- Ray of Hope (1996年)
- 『ホエア・ウイ・カム・フロム』 - Where We Come From (1998年)
- 『ライヴ・アラウンド・ザ・ワールド〜ホエア・ウイ・カム・フロム・ツアー'98-'99』 - Live Around the World (2000年)
- Live from Mars (2001年)
- Show 'Em Where You Live (2002年)
- Come on In (2004年)
- Vitalization (2007年)
- 『ア・ライヴ・ヴァイタリゼーション・フォー・ジャパン』 - Live! One Great Night (2012年、BFM Jazz)